# Audi TT 8N
| Sterne im Euro-NCAP-Crashtest |

Der Audi TT 8N ist die erste Baureihe des Audi TT, der im Herbst 1998 als Sportcoupé erschien. Ein Jahr später folgte die Roadster-Variante. Der Nachfolger 8J erschien 2006.

## Entwicklung
Die Entwicklung des Audi TT begann im September 1994 im Design-Zentrum des kalifornischen Simi Valley nach einem Entwurf von Freeman Thomas. Den Innenraum gestaltete Romulus Rost. Leiter der Audi-Design-Abteilung war Peter Schreyer. Ein Jahr später wurde eine Studie des Audi TT Coupé auf der IAA in Frankfurt der Öffentlichkeit vorgestellt. Noch im selben Jahr folgte auf der Tokyo Motor Show die Vorstellung der TT-Roadster-Studie mit dem Namen TTS – angelehnt an die NSU-Tradition mit dem NSU TTS. Die positive Resonanz bei den Besuchern und den Motorzeitschrift-Journalisten führte bei Audi zu dem Entschluss, die Studie zu bauen – mit nur geringen Design-Änderungen. Nach nur drei Jahren Entwicklungszeit kam im Herbst 1998 das Coupé mit 1,8-Liter-Turbomotor und wahlweise 132 kW bzw. 165 kW (180 PS oder 224 PS) auf Basis der Plattform des VW Golf IV auf den Markt. Im Herbst 1999 wurde der vormalige TTS als TT Roadster vorgestellt.
Die Audi-TT-Modelle knüpfen mit ihren Namen an die erfolgreiche Tradition von DKW (Auto Union AG) und NSU bei der Tourist Trophy auf der Isle of Man an, einen Wettbewerb für Motorräder, den u. a. Ewald Kluge 1938 auf DKW mit Drehschiebermotor sowie die NSU-Fahrer Werner Haas und Rupert Hollaus 1954 in ihren Klassen gewannen. Gelegentlich wird die Abkürzung TT auch mit Tradition und Technik belegt.

## Unfallserie
Aufsehen erregte die erste Generation des TT nach ihrem Verkaufsstart mit einigen, zum Teil tödlichen Unfällen. Durch das abgerundete Heck ohne definierte Abrisskante entstand an der Hinterachse ein starker Auftrieb bei höheren Geschwindigkeiten. In Verbindung mit dem sportlich ausgelegten Fahrwerk hatte das Fahrzeug dadurch einen hoch liegenden, aber gefährlich schmalen Grenzbereich. In schnell gefahrenen Kurven konnte das Fahrzeugheck sehr abrupt ausbrechen, was für ungeübte Fahrer sehr schwer zu beherrschen war. Diese Vorfälle fanden ein großes Echo in den Medien. Audi bot jedem Eigentümer den Einbau einer stabilisierenden Abrisskante und eine verbesserte Fahrwerksabstimmung an. Die Nachrüstung einer Stabilitätskontrolle (ESP) – von da an serienmäßig – sollte jedoch wegen des tiefgreifenden Einbauaufwands bei bereits verkauften Fahrzeugen nicht möglich sein. Auf Druck von Medien, Verbraucherschützern und nicht zuletzt der Kunden lenkte Audi jedoch schnell ein und bot auch die ESP-Nachrüstung gegen eine Selbstbeteiligung von 650 DM an.
Der zweifache Rallye-Weltmeister Walter Röhrl schilderte damals in einem Interview des NDR die Problematik des TT: „Ich bin eine Runde gefahren, kam zurück, sagte: ‚Nicht schlecht, aber für den normalen Menschen zu gefährlich. Wenn der bei 200 das Gas wegnimmt, [dann] fährt der rückwärts. Und das kann halt nur einer auf der Welt, der heißt Röhrl.‘ So habe ich ihm das Auto zurückgegeben und dann später kamen diese Unfälle.“
Auch gab es bei den TT-Quattro-Modellen, die von 1998 bis 2000 gebaut wurden, Probleme mit den hinteren Querlenkern. Nach einem Bericht der Zeitschrift auto motor und sport konnte die Lagerung des unteren Querlenkers an der Hinterachse durch Korrosion festsitzen und der Querlenker brechen. 15 Fälle von ungewöhnlichen Geräuschen an Querlenkern oder Brüchen seien bekannt geworden; Personenschäden habe es nicht gegeben. Audi schrieb 15.900 Halter von Audi TT sowie der allradgetriebenen Varianten von A3 und S3 zwecks Austausch der Gelenke und Querlenker an.

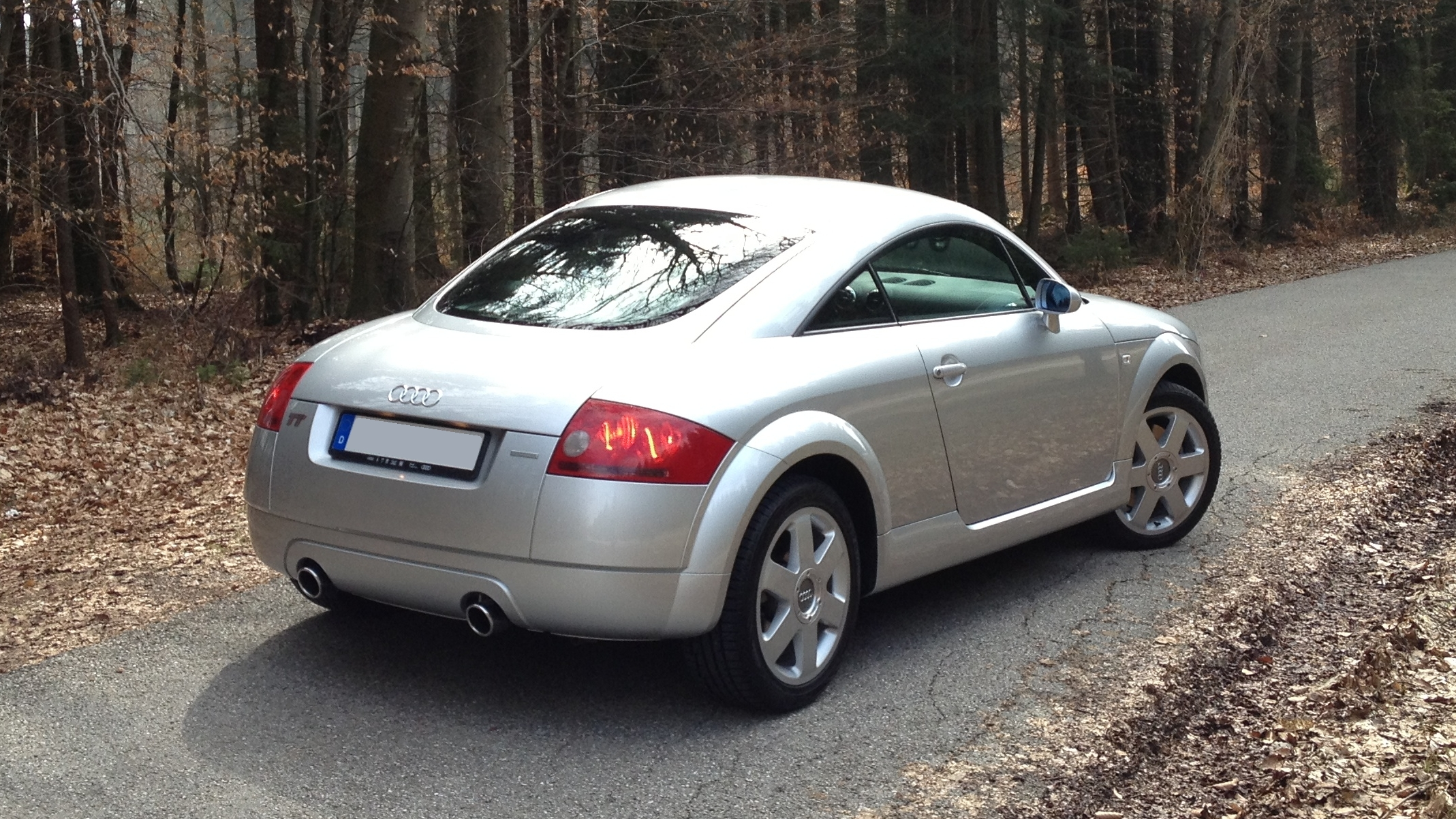
Heckansicht
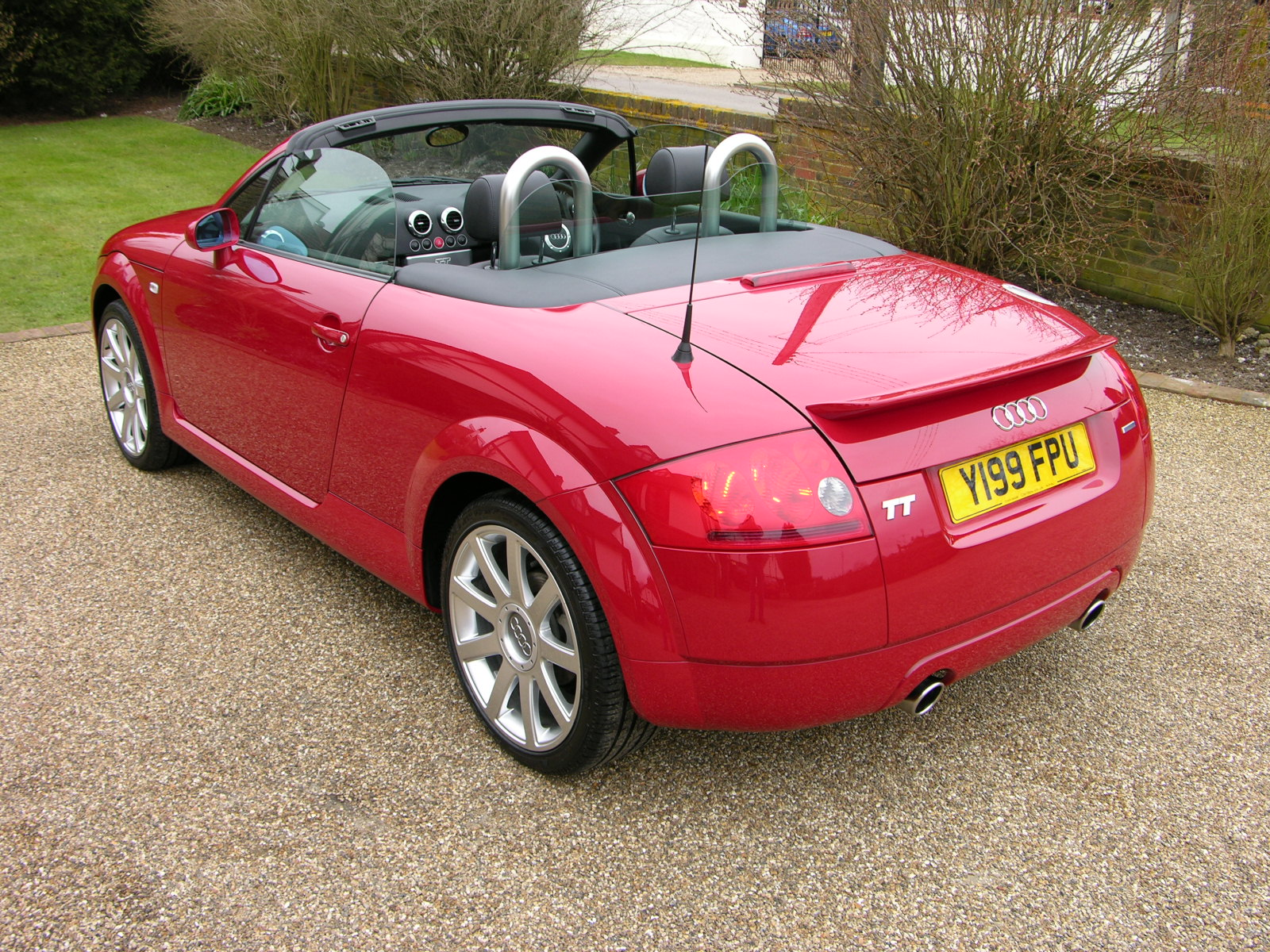
Audi TT Roadster (1999–2000)
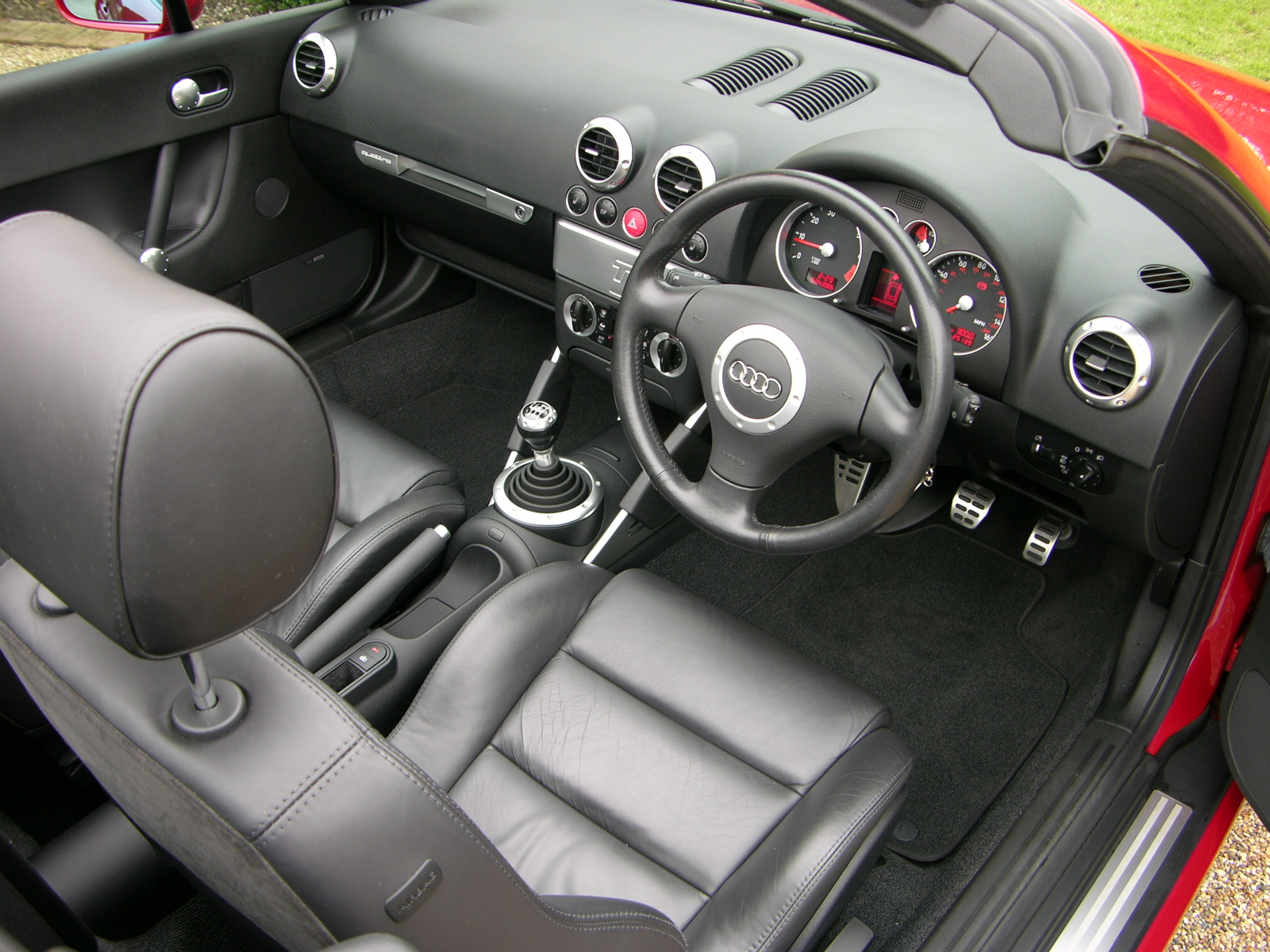
Innenraum

## Modellpflege
Im Frühjahr 2000 wurden das Fahrwerk und einzelne Karosserieelemente des Audi TT modifiziert. Alle Modelle erhielten einen kleinen Heckspoiler und ESP.
Ab September 2005 wurden die beiden kleinsten Motorvarianten durch stärkere ersetzt. Die Leistungen stiegen von 110 kW auf 120 kW (150 PS auf 163 PS) und von 132 kW auf 140 kW (180 PS auf 190 PS). Die Drehmomente wurden auf 225 Nm (vorher 210 Nm) bzw. 240 Nm (235 Nm) erhöht. Die Preise der Basismodelle blieben unverändert.
Ab August 2003 wurde der TT auch mit einem 3,2-Liter-VR6-Motor, bekannt aus dem VW Golf R32, angeboten und konnte nun mit einem Direktschaltgetriebe (DSG) kombiniert werden. Im TT leistete der Sechszylinder-Motor 184 kW (250 PS).
Im April 2005 kam die Sonderedition TT quattro Sport (auch TT QS genannt) auf den Markt. Limitiert auf insgesamt 1.168 Stück waren 800 Stück Rechtslenker und 368 Linkslenker. Hergestellt wurde dieses Modell von der quattro GmbH. In dieser Modellversion leistete der 1,8-Liter-Turbomotor bei höherem Ladedruck 176 kW (240 PS) – damit war der TT quattro Sport der leistungsstärkste TT mit Turbomotor. Die Gewichtsverteilung wurde optimiert, indem die Batterie wie im VR6-Modell im Heck untergebracht wurde. Des Weiteren wurden rund 75 kg eingespart, indem beispielsweise auf die Sitze im Fond verzichtet und vorne leichtere Schalensitze installiert wurden. Dies alles sorgte dafür, dass die Fahrleistungen über denen des Sechszylinders lagen.
Dieses Modell war immer zweifarbig, das Dach war schwarz lackiert. Hauptfarben waren Avussilber, Misanorot, Mauritiusblau, Lichtsilber oder Phantomschwarz. Die Hauptfarbe war dieselbe wie auch auf der Rückseite der Recaro Vollschalensitze. Anstelle der Sitze im Fond ist eine Querstrebe mit Gepäckfangnetz, unter der ehemaligen Sitzmulde befinden sich Befestigungsmöglichkeiten für Sicherheitsgurte.

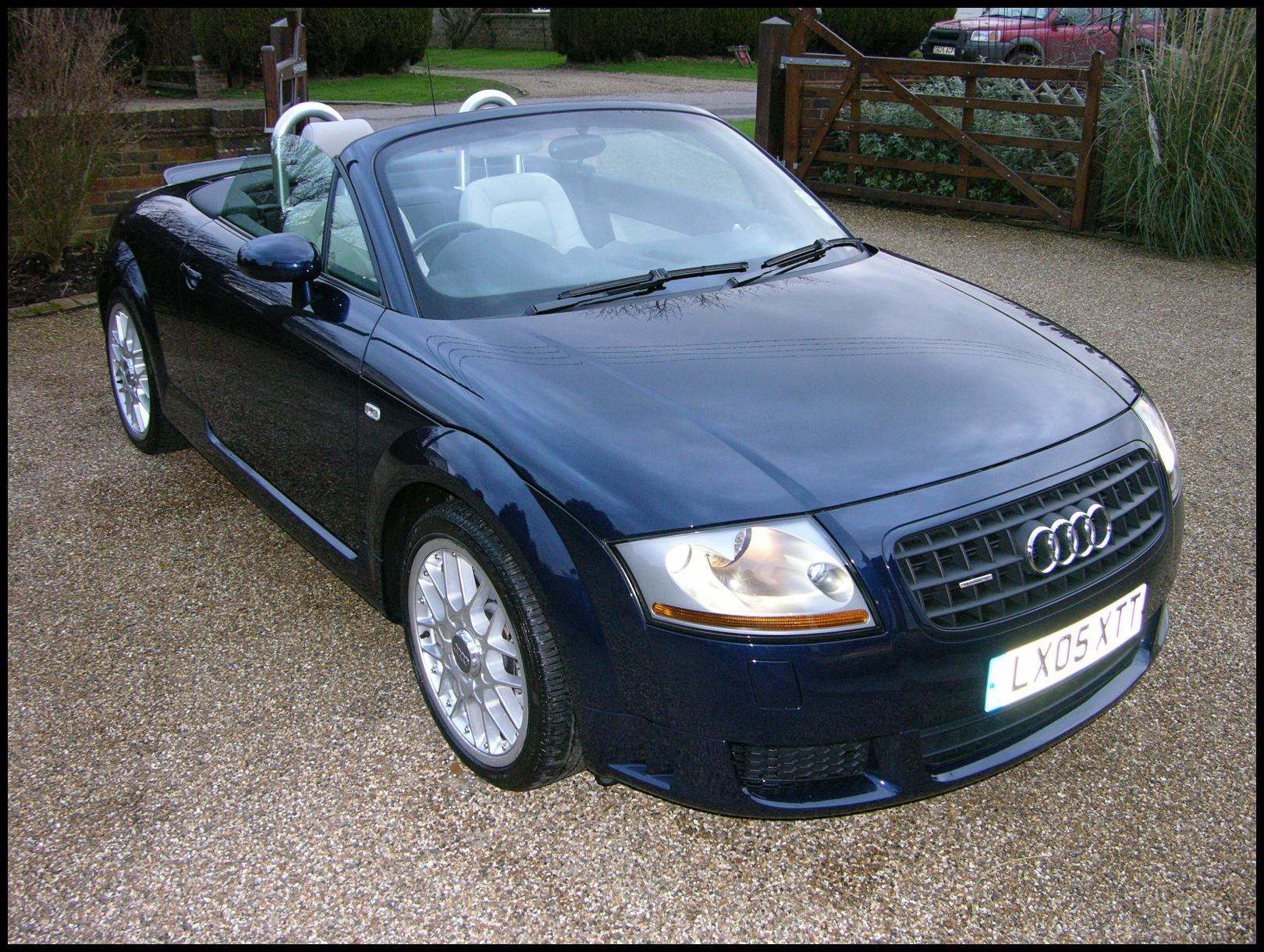
Audi TT Roadster (2000–2006)
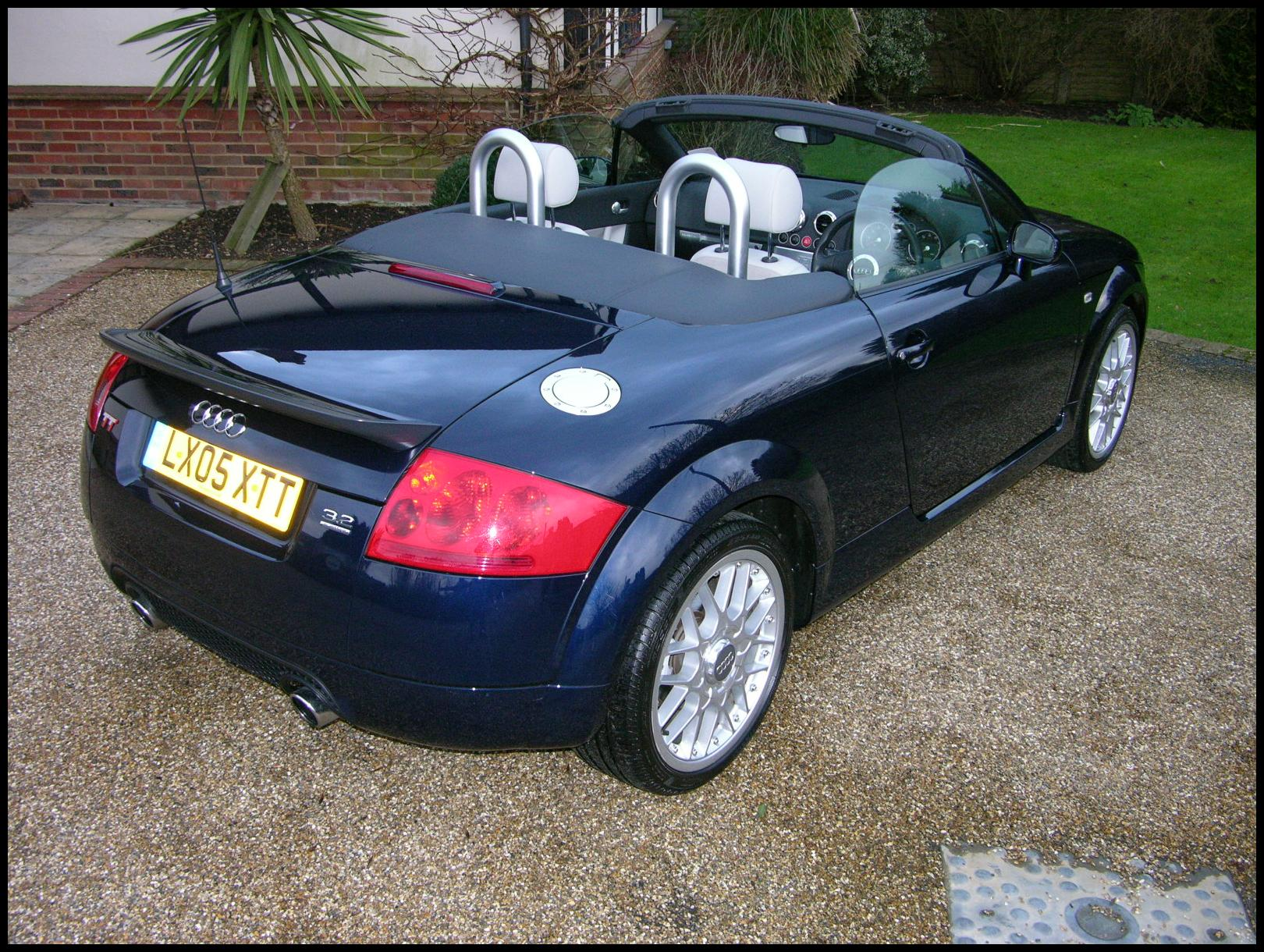
Heckansicht
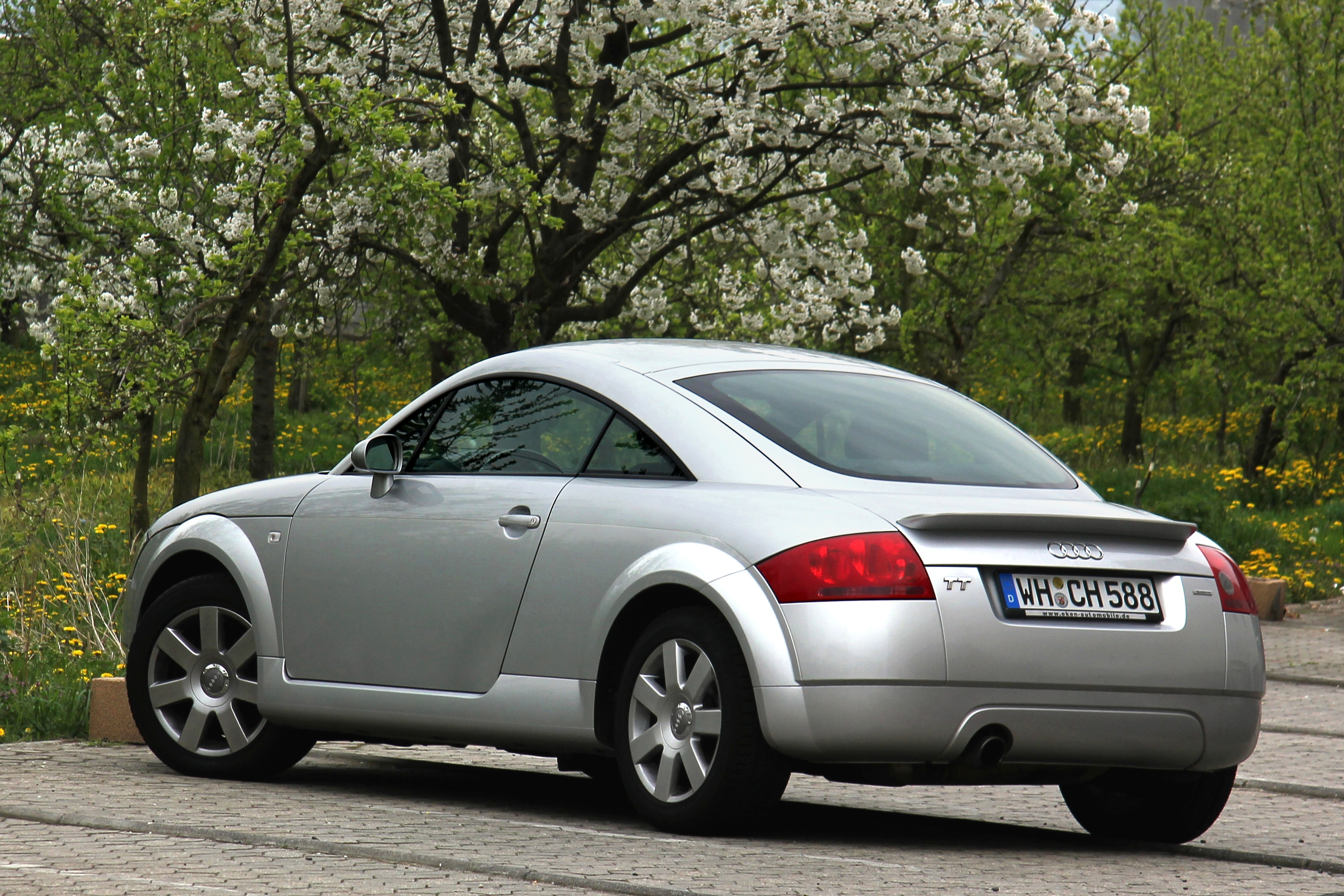
Audi TT Coupé (2000–2006)
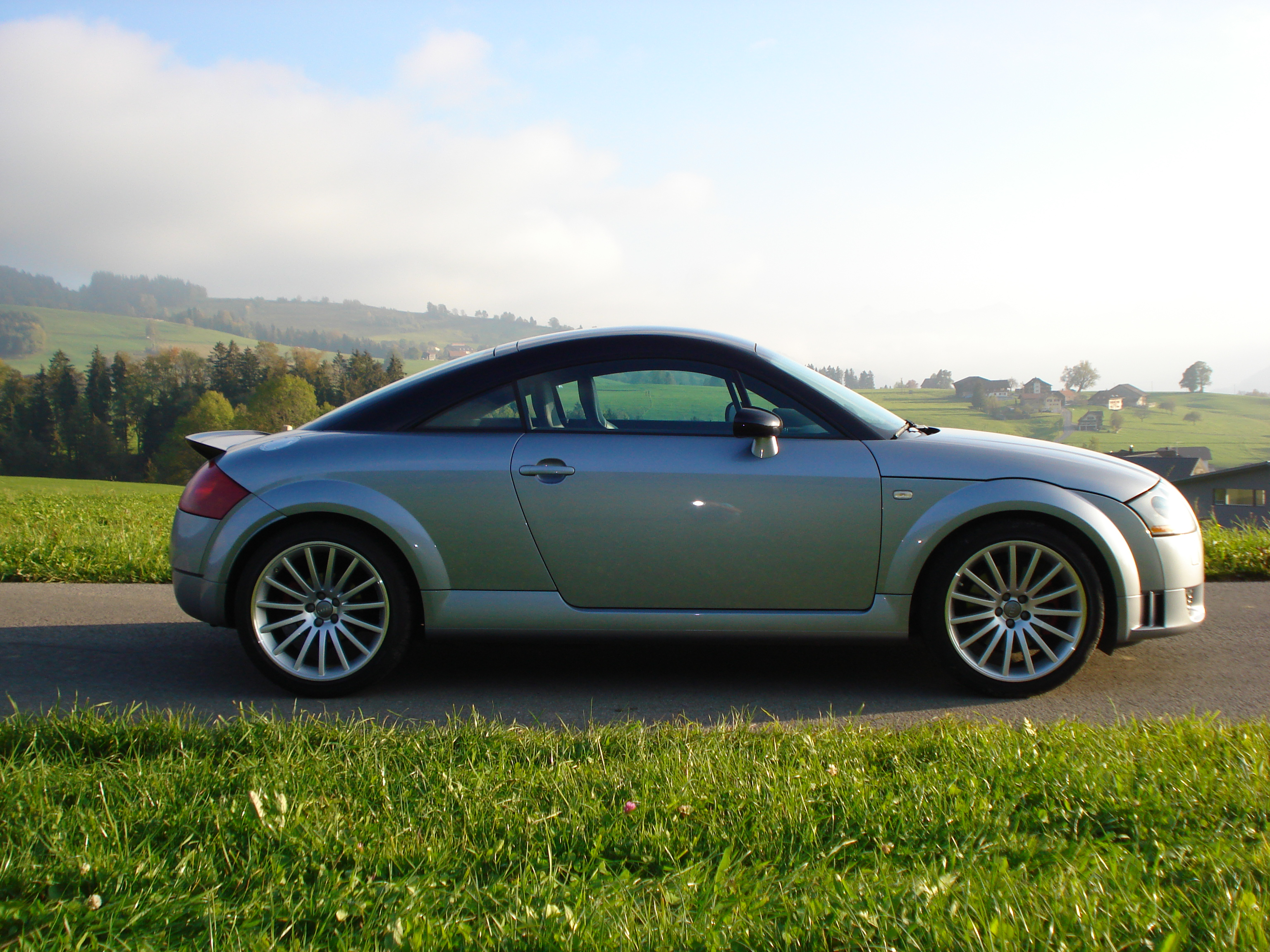
Audi TT quattro Sport (2005)

## Motoren
| Modell              | Hubraum  | Motorbauart | max. Leistung bei 1/min | max. Drehmoment bei 1/min | Bauzeit         | Antrieb                  | Variante        |
| ------------------- | -------- | ----------- | ----------------------- | ------------------------- | --------------- | ------------------------ | --------------- |
| 1.8 T               | 1781 cm³ | R4          | 110 kW (150 PS) / 5700  | 210 Nm bei 1750–4600      | 11/2000–09/2005 | Frontantrieb             | Coupé, Roadster |
| 1.8 T               | 1781 cm³ | R4          | 120 kW (163 PS) / 5700  | 225 Nm bei 1950–4700      | 09/2005–06/2006 | Frontantrieb             | Coupé, Roadster |
| 1.8 T               | 1781 cm³ | R4          | 132 kW (180 PS) / 5500  | 235 Nm bei 1950–5000      | 10/1998–09/2005 | Frontantrieb und quattro | Coupé, Roadster |
| 1.8 T               | 1781 cm³ | R4          | 140 kW (190 PS) / 5700  | 240 Nm bei 1980–5400      | 09/2005–06/2006 | Frontantrieb und quattro | Coupé, Roadster |
| 1.8 T quattro       | 1781 cm³ | R4          | 165 kW (224 PS) / 5900  | 280 Nm bei 2200–5500      | 10/1998–06/2006 | quattro                  | Coupé, Roadster |
| 1.8 T quattro sport | 1781 cm³ | R4          | 176 kW (240 PS) / 5700  | 320 Nm bei 2300–5000      | 03/2005–06/2006 | quattro                  | Coupé           |
| 3.2 quattro         | 3189 cm³ | VR6         | 184 kW (250 PS) / 6300  | 320 Nm bei 2800–3200      | 07/2003–06/2006 | quattro                  | Coupé, Roadster |

## Technische Daten
| Modell                         | Audi TT                                                                  | Audi TT                                                                  | Audi TT                                                                  | Audi TT quattro                                                                     | Audi TT quattro                                                                     | Audi TT quattro Sport                                                               | Audi TT 3.2 quattro                                                                 |
| ------------------------------ | ------------------------------------------------------------------------ | ------------------------------------------------------------------------ | ------------------------------------------------------------------------ | ----------------------------------------------------------------------------------- | ----------------------------------------------------------------------------------- | ----------------------------------------------------------------------------------- | ----------------------------------------------------------------------------------- |
| Motorart                       | Ottomotor                                                                | Ottomotor                                                                | Ottomotor                                                                | Ottomotor                                                                           | Ottomotor                                                                           | Ottomotor                                                                           | Ottomotor                                                                           |
| Motorbaureihe                  | VW EA113                                                                 | VW EA113                                                                 | VW EA113                                                                 | VW EA113                                                                            | VW EA113                                                                            | VW EA113                                                                            | VW EA390                                                                            |
| Motorkennbuchstaben            | AUM                                                                      | BVP                                                                      | AJQ, APP, ARY, AUQ                                                       | AJQ, APP, ARY, AUQ                                                                  | APX, BAM, BEA                                                                       | BFV                                                                                 | BHE                                                                                 |
| Motorbauart                    | R4                                                                       | R4                                                                       | R4                                                                       | R4                                                                                  | R4                                                                                  | R4                                                                                  | VR6                                                                                 |
| Motoraufladung                 | Abgasturbolader (K03) und 1 Ladeluftkühler                               | Abgasturbolader (K03) und 1 Ladeluftkühler                               | Abgasturbolader (K03) und 1 Ladeluftkühler                               | Abgasturbolader (K03) und 1 Ladeluftkühler                                          | Abgasturbolader (K04) und 2 Ladeluftkühler                                          | Abgasturbolader (K04) und 2 Ladeluftkühler                                          | –                                                                                   |
| Gemischaufbereitung            | Saugrohreinspritzung                                                     | Saugrohreinspritzung                                                     | Saugrohreinspritzung                                                     | Saugrohreinspritzung                                                                | Saugrohreinspritzung                                                                | Saugrohreinspritzung                                                                | Saugrohreinspritzung                                                                |
| Hubraum                        | 1781 cm³                                                                 | 1781 cm³                                                                 | 1781 cm³                                                                 | 1781 cm³                                                                            | 1781 cm³                                                                            | 1781 cm³                                                                            | 3189 cm³                                                                            |
| Bohrung × Hub                  | 81,0 mm × 86,4 mm                                                        | 81,0 mm × 86,4 mm                                                        | 81,0 mm × 86,4 mm                                                        | 81,0 mm × 86,4 mm                                                                   | 81,0 mm × 86,4 mm                                                                   | 81,0 mm × 86,4 mm                                                                   | 84,0 mm × 95,9 mm                                                                   |
| max. Leistung bei 1/min        | 110 kW (150 PS) bei 5700                                                 | 120 kW (163 PS) bei 5700                                                 | 132 kW (180 PS) bei 5500                                                 | 132 kW (180 PS) bei 5500                                                            | 165 kW (224 PS) bei 5900                                                            | 176 kW (240 PS) bei 5700                                                            | 184 kW (250 PS) bei 6300                                                            |
| max. Drehmoment bei 1/min      | 210 Nm bei 1750–4600                                                     | 225 Nm bei 1950–4700                                                     | 235 Nm bei 1950–5000                                                     | 235 Nm bei 1950–5000                                                                | 280 Nm bei 2200–5500                                                                | 320 Nm bei 2300–5000                                                                | 320 Nm bei 2800–3200                                                                |
| Verdichtung                    | 9,5 : 1                                                                  | 9,5 : 1                                                                  | 9,5 : 1                                                                  | 9,5 : 1                                                                             | 9,0 : 1                                                                             | 9,0 : 1                                                                             | 11,3 : 1                                                                            |
| max. Ladedruck                 | 0,6 bar                                                                  | 0,6 bar                                                                  | 0,85 bar                                                                 | 0,85 bar                                                                            | 1,00 bar                                                                            | 1,20 bar                                                                            | –                                                                                   |
| Ventilsteuerung                | zwei obenliegende Nockenwellen                                           | zwei obenliegende Nockenwellen                                           | zwei obenliegende Nockenwellen                                           | zwei obenliegende Nockenwellen                                                      | zwei obenliegende Nockenwellen                                                      | zwei obenliegende Nockenwellen                                                      | zwei obenliegende Nockenwellen                                                      |
| Ventile pro Zylinder           | 5                                                                        | 5                                                                        | 5                                                                        | 5                                                                                   | 5                                                                                   | 5                                                                                   | 4                                                                                   |
| Nockenwellenantrieb            | Zahnriemenantrieb                                                        | Zahnriemenantrieb                                                        | Zahnriemenantrieb                                                        | Zahnriemenantrieb                                                                   | Zahnriemenantrieb                                                                   | Zahnriemenantrieb                                                                   | Steuerkette                                                                         |
| Ventilbetätigung               | hydraulische Tassenstößel                                                | hydraulische Tassenstößel                                                | hydraulische Tassenstößel                                                | hydraulische Tassenstößel                                                           | hydraulische Tassenstößel                                                           | hydraulische Tassenstößel                                                           | Rollenschlepphebel                                                                  |
| Kühlung                        | Wasser (Kühlerventilator thermostatisch gesteuert)                       | Wasser (Kühlerventilator thermostatisch gesteuert)                       | Wasser (Kühlerventilator thermostatisch gesteuert)                       | Wasser (Kühlerventilator thermostatisch gesteuert)                                  | Wasser (Kühlerventilator thermostatisch gesteuert)                                  | Wasser (Kühlerventilator thermostatisch gesteuert)                                  | Wasser (Kühlerventilator thermostatisch gesteuert)                                  |
| Getriebe                       | 5-Gang-Schaltgetriebe                                                    | 5-Gang-Schaltgetriebe                                                    | 5-Gang-Schaltgetriebe                                                    | 5-Gang-Schaltgetriebe 6-Gang-Automatikgetriebe (1)                                  | 6-Gang-Schaltgetriebe                                                               | 6-Gang-Schaltgetriebe                                                               | 6-Gang-Schaltgetriebe, (6-Gang-Direktschaltgetriebe DSG)                            |
| Antriebsart                    | Frontantrieb                                                             | Frontantrieb                                                             | Frontantrieb                                                             | Allradantrieb                                                                       | Allradantrieb                                                                       | Allradantrieb                                                                       | Allradantrieb                                                                       |
| Radaufhängung vorn             | Dreieckslenker mit MacPherson-Federbeinen, Stoßdämpfern und Stabilisator | Dreieckslenker mit MacPherson-Federbeinen, Stoßdämpfern und Stabilisator | Dreieckslenker mit MacPherson-Federbeinen, Stoßdämpfern und Stabilisator | Dreieckslenker mit MacPherson-Federbeinen, Stoßdämpfern und Stabilisator            | Dreieckslenker mit MacPherson-Federbeinen, Stoßdämpfern und Stabilisator            | Dreieckslenker mit MacPherson-Federbeinen, Stoßdämpfern und Stabilisator            | Dreieckslenker mit MacPherson-Federbeinen, Stoßdämpfern und Stabilisator            |
| Radaufhängung hinten           | Verbundlenkerachse mit Schraubenfedern, Stoßdämpfern und Stabilisator    | Verbundlenkerachse mit Schraubenfedern, Stoßdämpfern und Stabilisator    | Verbundlenkerachse mit Schraubenfedern, Stoßdämpfern und Stabilisator    | Längs-Doppelquerlenker-Hinterachse, Hilfsrahmen, Querstabilisator, Gasdruck-Dämpfer | Längs-Doppelquerlenker-Hinterachse, Hilfsrahmen, Querstabilisator, Gasdruck-Dämpfer | Längs-Doppelquerlenker-Hinterachse, Hilfsrahmen, Querstabilisator, Gasdruck-Dämpfer | Längs-Doppelquerlenker-Hinterachse, Hilfsrahmen, Querstabilisator, Gasdruck-Dämpfer |
| Spurweite vorn                 | 1528 mm                                                                  | 1528 mm                                                                  | 1528 mm                                                                  | 1528 mm                                                                             | 1528 mm                                                                             | 1528 mm                                                                             | 1528 mm                                                                             |
| Spurweite hinten               | 1513 mm                                                                  | 1513 mm                                                                  | 1513 mm                                                                  | 1505 mm                                                                             | 1505 mm                                                                             | 1505 mm                                                                             | 1505 mm                                                                             |
| Radstand                       | 2422 mm                                                                  | 2422 mm                                                                  | 2422 mm                                                                  | 2429 mm                                                                             | 2429 mm                                                                             | 2429 mm                                                                             | 2429 mm                                                                             |
| Reifengröße                    | 205/55 R 16                                                              | 205/55 R 16                                                              | 205/55 R 16                                                              | 205/55 R 16                                                                         | 225/45 ZR 17                                                                        | 235/40 R 18                                                                         | 225/45 ZR 17                                                                        |
| Länge × Breite × Höhe          | 4041 mm × 1764 mm × 1345 mm                                              | 4041 mm × 1764 mm × 1345 mm                                              | 4041 mm × 1764 mm × 1345 mm                                              | 4041 mm × 1764 mm × 1345 mm                                                         | 4041 mm × 1764 mm × 1345 mm                                                         | 4041 mm × 1764 mm × 1345 mm                                                         | 4041 mm × 1764 mm × 1345 mm                                                         |
| Leergewicht (2)                | 1280 kg                                                                  | 1280 kg                                                                  | 1240–1280 kg                                                             | 1340–1410 kg                                                                        | 1395–1465 kg                                                                        | 1390 kg                                                                             | 1490 kg (1520 kg)                                                                   |
| Beschleunigung, 0–100 km/h (2) | 8,6 s                                                                    | 8,0 s                                                                    | 7,5–7,8 s                                                                | 7,5–7,8 s                                                                           | 6,4–6,6 s                                                                           | 5,9 s                                                                               | 6,5 s (6,4 s)                                                                       |
| Höchstgeschwindigkeit (2)      | 220 km/h                                                                 | 224 km/h                                                                 | 228 km/h                                                                 | 226 km/h                                                                            | 243 km/h                                                                            | 250 km/h                                                                            | 250 km/h (3)                                                                        |
| ECE-Verbrauch                  | 8,1 l/100 km                                                             | 8,1 l/100 km                                                             | 8,1 l/100 km                                                             | 9,0–9,5 l/100 km                                                                    | 9,2–9,4 l/100 km                                                                    | 9,3 l/100 km                                                                        | 10,6 l/100 km (9,8 l/100 km)                                                        |

## Produktionszahlen TT
Gesamtproduktion ca. 276.500 Fahrzeuge von 1998 bis 2006
| Jahr        | 1998   | 1999   | 2000   | 2001   | 2002   | 2003   | 2004   | 2005   | 2006   | Summe   |
| ----------- | ------ | ------ | ------ | ------ | ------ | ------ | ------ | ------ | ------ | ------- |
| TT Coupé    | 13.593 | 44.022 | 31.064 | 22.078 | 21.488 | 20.807 | 14.753 | 8.368  | 21.461 | 185.173 |
| TT Roadster | 89     | 8.557  | 25.712 | 17.271 | 13.223 | 11.530 | 8.852  | 3.939  | 2.214  | 91.387  |
| Summe       | 13.682 | 52.579 | 56.776 | 39.349 | 34.711 | 32.337 | 23.605 | 12.307 | 11.214 | 276.560 |

## Motorsport
Der Tuner Abt Sportsline in Kempten setzte vier Jahre in der DTM Audi-TTR-DTM-Modelle ein. Im Jahr 2002 gewann Laurent Aïello den Fahrertitel. Nach dem Werkseinstieg im Jahr 2004 löste der A4 DTM den TTR DTM ab.

## Produktionsort
Der Audi TT der Generation 8N wurde von 1998 bis 2006 komplett im ungarischen Audi-Werk Győr hergestellt.

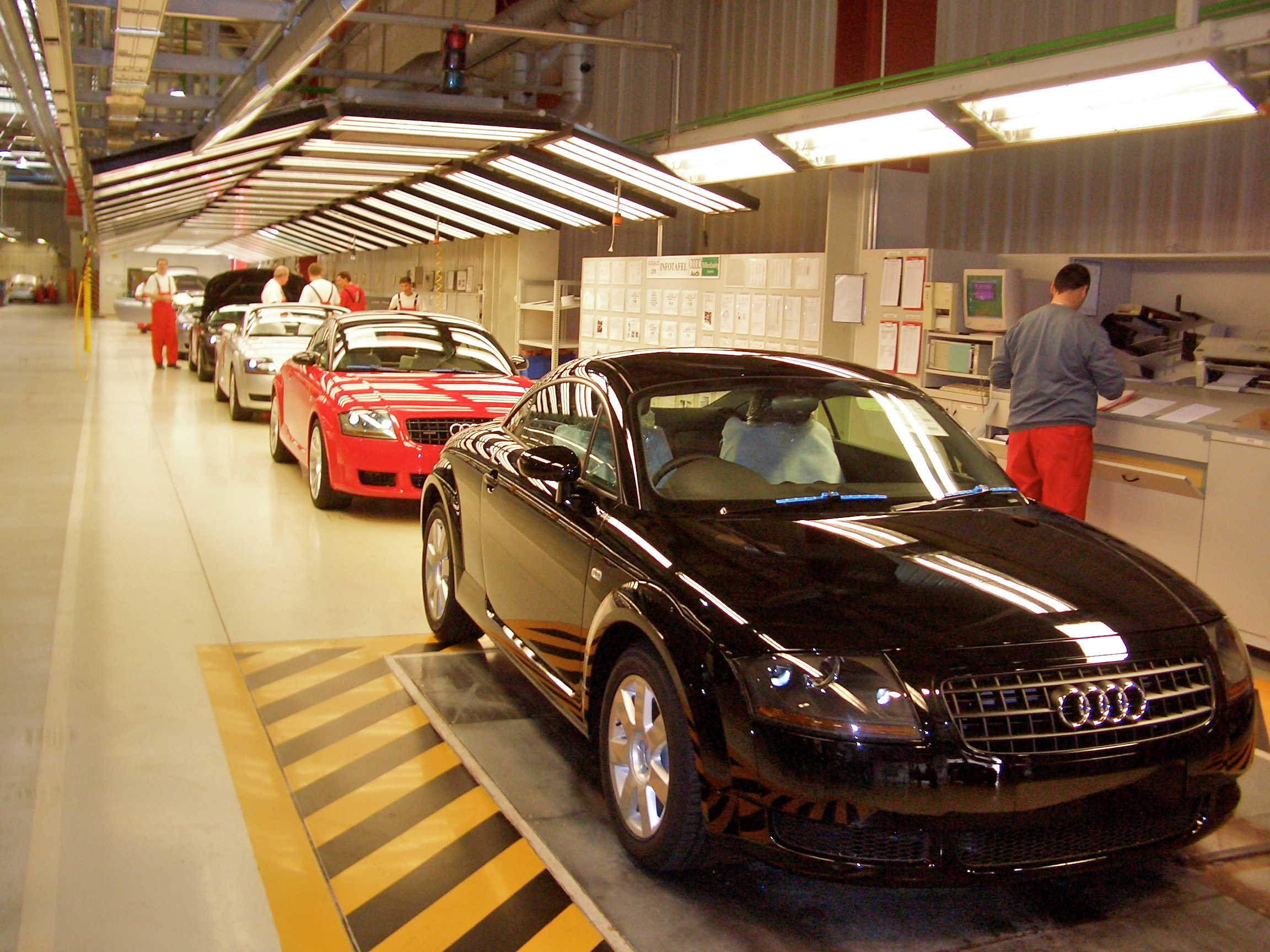
Endkontrolle des Audi TT (8N) in Győr
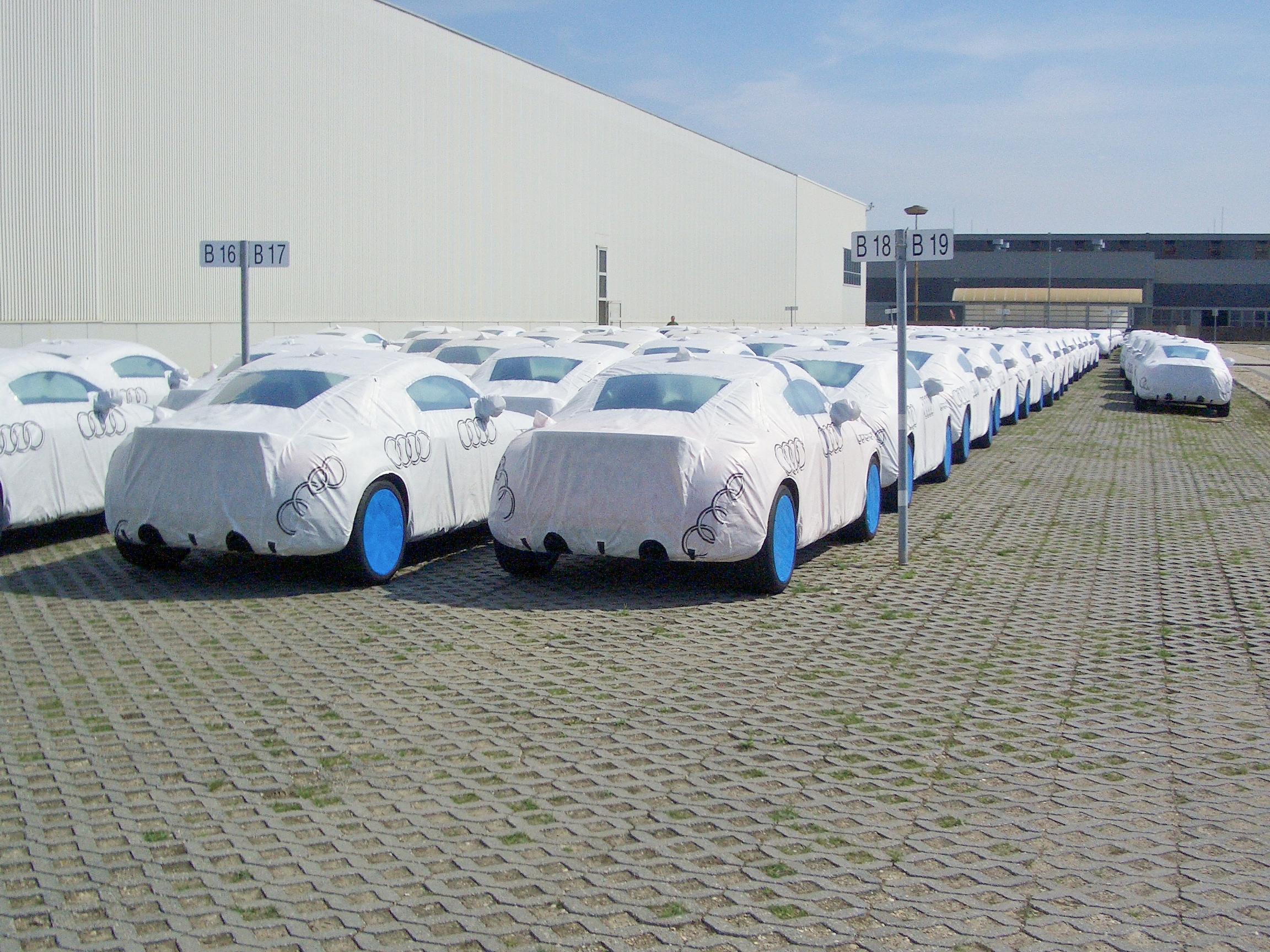
Transportfertige Audi TT in Győr

## Trivia
Die Tuningfirma MTM baute ab 2002 auf Basis des Audi TT ein Testfahrzeug für Hochgeschwindigkeitsrekorde in dem zwei 1,8 Liter Turbomotoren kombiniert und leistungstechnisch modifiziert wurden. Das Bimoto genannte Fahrzeug gab es in verschiedenen Ausbaustufen mit zu Beginn 652 PS und folgend 840 und 1020 PS und konnte auf Nardò und Papenburg bis zu 393 km/h erreichen. Somit zählt es bis heute zu den schnellsten Autos mit Straßenzulassung. Besonderheit war, dass jeweils ein Motor eine Achse antrieb und über ein eigenes Getriebe verfügten, welche zu einem mechanisch zusammengefügt wurden.